# Осока біла
 Осока біла — родина осокові, зникаючий вид. Наукове значення — євросибірсько-центральноазійський реліктовий вид з диз'юнктивним ареалом.

## Чисельність та структура популяцій
Відомий один локалітет між с. Врублівці й Демшин Кам'янець-Подільського району Хмельницької області на правому й лівому берегах р. Тернава, поблизу її впадіння у Дністер.

## Причини зникнення
Зараз популяція білої осоки стабільна, хоча раніше займала значно більші площі. Загрозою зникнення є пожежі та лісогосподарські заходи.

## Заходи з охорони білої осоки
Будь-яка господарська діяльність лісогосподарські заходи, терасування та заліснення схилів, рекреація, будь-яка господарська діяльність заборонено. Необхідний моніторинг популяції для її збереження.